# 森田つぐみ
森田 つぐみ（もりた つぐみ、1959年1月1日 - ）、本名（デビュー時）：藤原嗣美は、日本の元歌手、アイドル。文化女子大学杉並高等学校卒業のち獨協大学法学部卒業。

## 略歴・人物
大阪府豊中市出身で身長は158cm。NETテレビ（現・テレビ朝日）で放送された『あなたをスターに!』第2回グランドチャンピオン大会で優勝。渡辺プロダクションからスカウトを受ける。その後、日本フォノグラム（フィリップス・レコード。現在のユニバーサルミュージック）より、文化女子大学付属杉並高校在学中の1976年4月25日に「少女期」で歌手デビュー。
2014年3月30日まで、西宮の「カフェ＆バー アリーズ」にて店長を務めており、手作りのランチやデザートを提供する傍ら、ピアノの生演奏も行っていた。
故郷の豊中市で音楽教室を経営し、書道とピアノ(3歳から親しみ夢はピアニストだった)を子供に教えている。
書道は3段、珠算は3級という資格を持っていた。
渡辺プロダクションの国立寮に住んでいた。
2014年9月17日、彼女の唯一のアルバム『愛のスケッチブック』に、アルバム未収録シングル曲を収録したコンプリート・コレクションCD、『愛のスケッチブック+3』が発売された。

## 主な出演作品

### バラエティ番組
- 笑って!笑って!!60分（TBS） - 「新哀愁学園」のコーナーに生徒役で出演。主題歌も担当。
- 夜のヒットスタジオ1976年4月26日[7]
- いたずらカメラだ!大成功（NET＝現：テレビ朝日） - アシスタント
- 全員出動おじゃましまァす!（テレビ朝日） - アシスタント

### ラジオ番組
- 真夜中ギンギラ大放送（ラジオ関西）

## ディスコグラフィ

### シングル
1. 少女期 （1976年4月25日）
作詞：千家和也／作曲：大野克夫／編曲：竜崎孝路
C／W　めざめる頃　作詞：千家和也／作曲：大野克夫／編曲：竜崎孝路
2. さよならは似合わない （1976年9月5日）
作詞：森雪之丞／作曲：宮本光雄／編曲：竜崎孝路
C／W　おろしたての放課後　作詞：森雪之丞／作曲：大野克夫／編曲：佐藤準
3. 恋して海岸通り （1976年12月20日）
作詞：なかにし礼／作曲：竹田賢／編曲：竜崎孝路
C／W　冬の哲学　作詞：佐々木守／作曲：服部克久／編曲：竜崎孝路
※TBS系『笑って!笑って!!60分』番組内コーナー『哀愁学園』主題歌

### アルバム
- 愛のスケッチブック （1976年11月5日）
  1. 少女期
作詞：千家和也／作曲：大野克夫／編曲：竜崎孝路
  2. 心の似顔絵
作詞：森雪之丞／作曲：大野克夫／編曲：佐藤準
  3. おろしたての放課後
作詞：森雪之丞／作曲：大野克夫／編曲：佐藤準
  4. お嬢さんお手をどうぞ
作詞：千家和也／作曲：丹羽応樹／編曲：渋谷毅
  5. ウィークエンド
作詞：及川恒平／作曲：宮本光雄／編曲：竜崎孝路
  6. さよならは似合わない
作詞：森雪之丞／作曲：宮本光雄／編曲：竜崎孝路
  7. もうひとつの時間割り
作詞：森雪之丞／作曲：加瀬邦彦／編曲：竜崎孝路
  8. 恋の伝言板
作詞：千家和也／作曲：加瀬邦彦／編曲：竜崎孝路
  9. 風の匂い
作詞：及川恒平／作曲：丹羽応樹／編曲：渋谷毅
  10. シャボン玉
作詞：中村典子／作曲：森田つぐみ／編曲：佐藤準／コーラスアレンジ：宮本光雄